# Јоел Похјанпало
Јоел Похјанпало (фин. Joel Julius Ilmari Pohjanpalo; рођен 13. септембра 1994) фински је фудбалер, који игра на позицији нападача. Тренутно наступа за Унион Берлин, на позајмици из Бајер Леверкузена. Игра за репрезентацију Финске. Рођен је у Хелсинкију у Финској, где је играо за фудбалски клуб ХЈК.
Дебитовао је за репрезентацију Финске у новембру 2012. године, када је имао осамнаест година и од тада је забележио преко тридесет наступа, укључујући играње у мечевима за 2018. годину и квалификације за Светскo првенство 2022. године. 

## Клупска каријера

### ХЈК - ФК Хелсинки
Производ његовог родног клуба ХЈК, Похјанпало се појавио кроз омладинске редове, први пут је ебитовао са резервним тимом (Klubi 04) 2011. године у доби од 16 година. У Веикауслииги (Прва лига Финске у фудбалу) је дебитовао 26. октобра 2011. године, почевши против ФК ПОПС Рованијеми-а. Током своје прве сезоне у финској 2. лиги са Klubi 04, одиграо је 21 наступ, постигао рекордних 33 лигашка гола и награђен као серијски играч сезоне.  Након одличних наступа са резервама, Похјанпало је потписао нови уговор са ХЈК 7. децембра 2011. године, задржавајући га у финској престоници до 2015. године.
Похјанпало је започео прву лигашку утакмицу ХЈК-а у сезони Веикауслиига 2012, 15. априла 2012, постигавши Хет трик у року од три минута (162 секунде) против ИФК Мариехамн.  Након тродневног суђења са Фк Ливерпулом у августу 2012. године, Похјанпалу је понуђен трогодишњи уговор, али је посао одбио због недостатка гарантованог времена за играње Liverpool F.C. Reserves.  Сезону 2012. у ХЈК завршио је са 19 голова на 42 утакмице у свим такмичењима.

### Бајер Леверкусен и зајмови
Похјанпало је 1. септембра 2013. позајмљен немачком Бундеслигашу Бајер Леверкузен, који га је затим позајмио 2. Бундеслигашки тиму VfR Aalen.  Код Алена, Похјанпало је започео тринаест мечева и појавио се као замена у следећих девет, постигавши пет голова.
У априлу 2014. године, Похјанпало је обновио уговор са ХЈК, продужавајући га на 2018. годину. У исто време ХЈК је продужио уговор о зајму са Бајер Леверкусеном за још две године, које је Похјанпало провео на позајмици у Фортуна Диселдорф.  Изгласан је за 2. Играча Бундеслиге месеца у октобру 2014. године, након хет-трика против Дармштата 98.
21. марта 2016. године, Леверкусен је објавио да су искористили своју могућност да трајно потпишу са Похјанпалом.  27. августа 2016. године, Похјанпало је коначно дебитовао за клуб у уводној утакмици сезоне Бундеслиге 2016–17 против Борусије из Менхенгладбаха. Постигао је само минут након што је замењен, али то није било довољно да спречи Леверкусен да изгуби са 2:1. Похјанпало је сишао с клупе у другој утакмици сезоне у Леверкусену и постигао хет-трик, помажући својој екипи да оствари победу од 3:1 над Хамбургер СВ-ом. После ова два наступа, Похјанпало је током прва два меча у сезони постигао четири гола за само тридесет минута игре.
24. јануара 2020. Похјанпало се придружио Хамбургер СВ-у на позајмици до краја сезоне 2019–20.  30. септембра 2020. Похјанпало се придружио Унион Берлину на позајмици за сезону 2020–21. 

## Међународна каријера

### Младост
Похјанпало је дебитовао за Финску до 21 године са 17 година, 5. јуна 2012. против Словеније. 

### Сениор
Похјанпало је у сениорској репрезентацији дебитовао 14. новембра 2012. године у победи од 3-0 против Кипра када је у 70. минуту заменио Teemu Pukki-ја.  Био је близу постизања поготка у пријатељској утакмици против Словеније када је његов ударац погодио стативу, а затим га је завршио Kasper Hämäläinen. У следећој пријатељској утакмици против Мађарске дао је свој први међународни гол ушавши на терен као замена и изједначујући утакмицу. У мечу за квалификације за европско првенство УЕФА дебитовао је 7. септембра 2014. године у мечу против Фарских Острва када је ушао као замена у 89. минуту за Teemu Pukki-ја. 
12. јуна 2021. постигао је једини погодак у победи над Данском од 1:0 на УЕФА Еуро 2020, да би својој земљи доделио први гол и победио на великом такмичењу. 

## Статистика каријере

### Клуб
Ажурирано након утакмице игране 15. маја 2021
| Клуб                  | Сезона            | Лига              | Лига    | Лига   | Национални куп | Национални куп | Лига куп | Лига куп | Континентално | Континентално | Укупно  | Укупно |
| Клуб                  | Сезона            | Дивизија          | Наступи | Голови | Наступи        | Голови         | Наступи  | Голови   | Наступи       | голови        | Наступи | Голови |
| --------------------- | ----------------- | ----------------- | ------- | ------ | -------------- | -------------- | -------- | -------- | ------------- | ------------- | ------- | ------ |
| Klubi-04              | 2010              | Ykkönen           | 1       | 0      | 0              | 0              | —        | —        | —             | —             | 1       | 0      |
| Klubi-04              | 2011              | Kakkonen          | 25      | 33     | 0              | 0              | —        | —        | —             | —             | 25      | 33     |
| Klubi-04              | Total             | Total             | 26      | 33     | 0              | 0              | —        | —        | —             | —             | 26      | 33     |
| HJK                   | 2011              | Veikkausliiga     | 1       | 0      | 0              | 0              | 0        | 0        | 0             | 0             | 1       | 0      |
| HJK                   | 2012              | Veikkausliiga     | 28      | 11     | 2              | 1              | 8        | 4        | 4             | 3             | 42      | 19     |
| HJK                   | 2013              | Veikkausliiga     | 21      | 5      | 1              | 0              | 3        | 0        | 2             | 0             | 27      | 5      |
| HJK                   | Total             | Total             | 50      | 16     | 3              | 1              | 11       | 4        | 6             | 3             | 70      | 24     |
| Aalen                 | 2013–14           | 2. Bundesliga     | 22      | 5      | 0              | 0              | —        | —        | —             | —             | 22      | 5      |
| Fortuna Düsseldorf    | 2014–15           | 2. Bundesliga     | 29      | 11     | 1              | 0              | —        | —        | —             | —             | 30      | 11     |
| Fortuna Düsseldorf    | 2015–16           | 2. Bundesliga     | 26      | 2      | 2              | 0              | —        | —        | —             | —             | 28      | 2      |
| Fortuna Düsseldorf    | Total             | Total             | 55      | 13     | 3              | 0              | —        | —        | —             | —             | 58      | 13     |
| Fortuna Düsseldorf II | 2015–16           | Regionalliga West | 1       | 0      | —              | —              | —        | —        | —             | —             | 1       | 0      |
| Bayer Leverkusen      | 2016–17           | Bundesliga        | 11      | 6      | 0              | 0              | —        | —        | 2             | 0             | 13      | 6      |
| Bayer Leverkusen      | 2017–18           | Bundesliga        | 7       | 1      | 1              | 1              | —        | —        | —             | —             | 8       | 2      |
| Bayer Leverkusen      | 2018–19           | Bundesliga        | 0       | 0      | 0              | 0              | —        | —        | 0             | 0             | 0       | 0      |
| Bayer Leverkusen      | 2019–20           | Bundesliga        | 1       | 0      | 0              | 0              | —        | —        | 0             | 0             | 1       | 0      |
| Bayer Leverkusen      | 2020–21           | Bundesliga        | 1       | 0      | 0              | 0              | —        | —        | 0             | 0             | 1       | 0      |
| Bayer Leverkusen      | Total             | Total             | 20      | 7      | 1              | 1              | —        | —        | 2             | 0             | 23      | 8      |
| Hamburger SV (зајам)  | 2019–20           | 2. Bundesliga     | 14      | 9      | —              | —              | —        | —        | —             | —             | 14      | 9      |
| Union Berlin (зајам)  | 2020–21           | Bundesliga        | 19      | 6      | 0              | 0              | —        | —        | —             | —             | 19      | 6      |
| Укупно у каријери     | Укупно у каријери | Укупно у каријери | 207     | 89     | 7              | 2              | 11       | 4        | 8             | 3             | 233     | 98     |

1. ↑  Includes Finnish Cup and DFB-Pokal
2. ↑  Includes Finnish League Cup
3. ↑  Appearances in UEFA Champions League and UEFA Europa League
4. ↑  Appearance(s) in UEFA Champions League

### Интернатионал
Ажурирано након утакмице игране 21. јуна 2021.
| репрезентација | Године | Конкурентан | Конкурентан | Пријатељски | Пријатељски | Укупно     | Укупно |
| репрезентација | Године | Апликације  | Циљеви      | Апликације  | Циљеви      | Апликације | Циљеви |
| -------------- | ------ | ----------- | ----------- | ----------- | ----------- | ---------- | ------ |
| Финска         | 2012   | 0           | 0           | 1           | 0           | 1          | 0      |
| Финска         | 2013   | 0           | 0           | 1           | 0           | 1          | 0      |
| Финска         | 2014   | 4           | 0           | 5           | 1           | 9          | 1      |
| Финска         | 2015   | 6           | 3           | 1           | 0           | 7          | 3      |
| Финска         | 2016   | 1           | 0           | 3           | 0           | 4          | 0      |
| Финска         | 2017   | 4           | 2           | 3           | 0           | 7          | 2      |
| Финска         | 2018   | 0           | 0           | 1           | 0           | 1          | 0      |
| Финска         | 2019   | 2           | 1           | 0           | 0           | 2          | 1      |
| Финска         | 2020   | 5           | 0           | 1           | 0           | 6          | 0      |
| Финска         | 2021   | 5           | 1           | 2           | 2           | 7          | 3      |
| Укупно         | Укупно | 27          | 7           | 18          | 3           | 45         | 10     |

#### Међународни голови
Ажурирано након утакмице игране 21. јуна 2021.
Скорови и резултати прво набрајање голова Финске.
| Не. | Датум             | Локација                                         | Противник           | Скор | Резултат | Конкуренција                                   |
| --- | ----------------- | ------------------------------------------------ | ------------------- | ---- | -------- | ---------------------------------------------- |
| 1.  | 5. марта 2014     | ЕТО Парк, Ђер, Мађарска                          | Мађарска            | 1 –1 | 2–1      | Пријатељски                                    |
| 2   | 4. септембра 2015 | Стадион Караискаки, Атина, Грчка                 | Грчка               | 1 –0 | 1–0      | Квалификација за УЕФА Еуро 2016                |
| 3.  | 7. септембра 2015 | Олимпијски стадион, Хелсинки, Финска             | Фарска Острва       | 1 –0 | 1–0      | Квалификација за УЕФА Еуро 2016                |
| 4.  | 8. октобра 2015   | Арена Национална, Букурешт, Румунија             | Румунија            | 1 –0 | 1–1      | Квалификација за УЕФА Еуро 2016                |
| 5.  | 11. јуна 2017     | Стадион Тампере, Тампере, Финска                 | Украјина            | 1 –1 | 1–2      | Квалификације за ФИФА Светски куп 2018. године |
| 6.  | 9. октобра 2017   | Веритас Стадион, Турку, Финска                   | Турска              | 2 –2 | 2–2      | Квалификације за ФИФА Светски куп 2018. године |
| 7.  | 12. октобра 2019  | Стадион Билино Поље, Зеница, Босна и Херцеговина | Босна и Херцеговина | 1 -4 | 1–4      | Квалификација за УЕФА Еуро 2020                |
| 8.  | 31. марта 2021    | Кибунпарк, Ст. Галлен, Швајцарска                | Швајцарска          | 1 –1 | 2–3      | Пријатељски                                    |
| 9.  | 31. марта 2021    | Кибунпарк, Ст. Галлен, Швајцарска                | Швајцарска          | 2 –1 | 2–3      | Пријатељски                                    |
| 10. | 12. јуна 2021     | Стадион Паркен, Копенхаген, Данска               | Данска              | 1 –0 | 1–0      | УЕФА Еуро 2020                                 |

## Успеси

### Клуб
Klubi-04
- Финска лига 2. дивизија, група А : 2011

ХЈК
- Веикауслиига : 2012, 2013

### Појединачно
- Финска лига 2. дивизија Најбољи стрелац: 2011. [16]
- Финска лига 2. дивизије Група А Играч сезоне: 2011